# Juegos Panamericanos de 2027
Los Juegos Panamericanos de 2027, oficialmente conocidos como los XX Juegos Panamericanos, se realizarán en Lima, Perú. Es la segunda ocasión en que la capital peruana organice el evento deportivo. Además, es la primera vez que una ciudad recibirá dos veces los juegos en menos de diez años. En muchos deportes, los eventos servirán de clasificación para los Juegos Olímpicos 2028.

## Proceso de elección
El primer proceso para elegir la sede de 2027, empezó en enero de 2021. Pero tiempo después, Neven Ilic, presidente de Panam Sports, había anunciado que el proceso de elección se posponía hasta enero de 2022. Esto hizo que el plazo límite a los interesados, culmine el 15 de noviembre de 2021. Para aquel momento, las interesadas fueron: Barranquilla, Buenos Aires y Santa Cruz de la Sierra.
Barranquilla fue elegida el 16 de junio de 2021 por unanimidad al ser la única ciudad que postuló formalmente. El 28 de agosto del mismo año, se hizo el anuncio público de que la ciudad acogería la edición de 2027. El 7 de noviembre de 2023, fue constituido el Comité Organizador de los Juegos Panamericanos de 2027.
Pero el 3 de enero de 2024, Panam Sports anunciaba el retiro de la sede a Barranquilla. Esto debido a que el gobierno nacional, no realizó el giro del dinero correspondiente a los derechos de realización de las justas antes del 31 de diciembre de 2023, considerando que le habían pedido a la entidad una prórroga para poder realizar el pago correspondiente.

### Nuevo proceso

Lima, elegida por segunda vez como sede de los Juegos Panamericanos y Parapanamericanos.

Después de que Barranquilla fuera retirada como sede, se inició un nuevo proceso de licitación. El 5 de enero de 2024, Panam Sports invitó a sus Comités Nacionales miembros a hacer envío de la documentación necesaria para formalizar las candidaturas de las ciudades interesadas en albergar los juegos. El 31 de enero de 2024 fue el plazo límite para solicitar la sede y sólo dos ciudades se habían postulado formalmente:
- Asunción[9][10]
- Lima[11]

El 12 de marzo de 2024 se anunció a la ciudad de Lima, como la ganadora de los juegos bajo el lema "Ganamos Todos", eslogan basado en el legado de la edición de los juegos de 2019 y que fue el pilar principal de la candidatura peruana. La ciudad logró el 50% más uno de los votos requeridos para la elección, en la asamblea extraordinaria de Panam Sports, que tuvo lugar en Miami.
| Asamblea General Extraordinaria de Panam Sports 11 y 12 de marzo de 2024, Miami, Estados Unidos |          |
| Ciudad                                                                                          | Votación |
| Lima (PER)                                                                                      | 28       |
| Asunción (PAR)                                                                                  | 24       |

## Organización

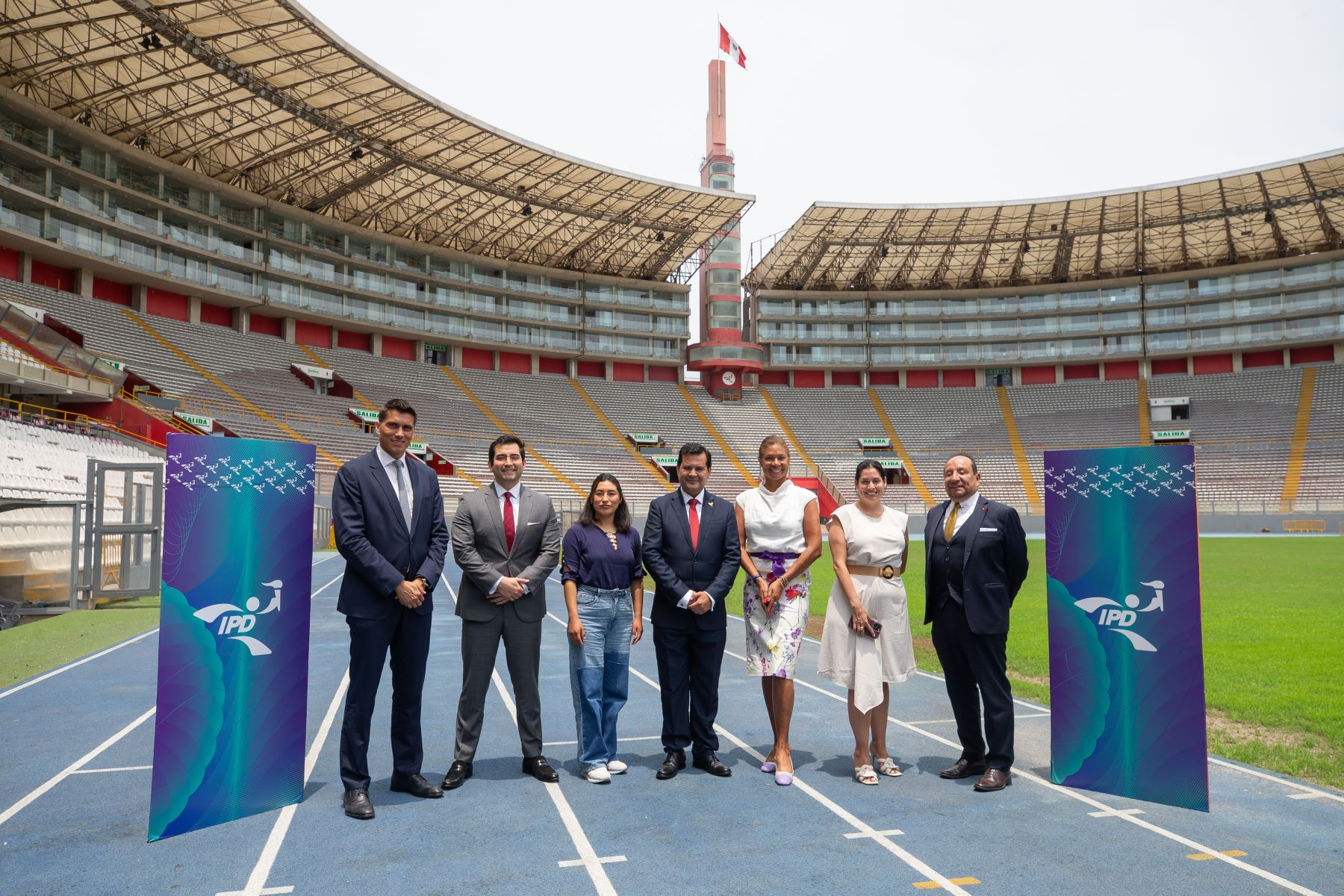
Comité Organizador de los Juegos Panamericanos y Parapanamericanos Lima 2027 en el Estadio Nacional de Perú

El 29 de mayo de 2024 se firmó el contrato entre el Gobierno peruano con Panam Sports y la Municipalidad Metropolitana de Lima.

### Comité Organizador de Lima 2027
El 18 de diciembre de 2024, el Gobierno Central a través del MINEDU, emitió la Resolución Suprema sobre la conformación del Comité Organizador de los XX Juegos Panamericanos, el cual estará liderado por el Instituto Peruano del Deporte (IPD). El 6 de enero de 2025, se estableció a los integrantes del Comité, el cual queda de la siguiente manera:
- Federico Tong, presidente del Instituto Peruano del Deporte.
- Maali Del Pomar Saettone, representante de la Municipalidad Metropolitana de Lima.
- Renzo Manyari, presidente del Comité Olímpico Peruano (COP).
- Manuel Del Castillo, miembro nominado por el presidente del COP y vicepresidente del Comité Organizador.
- Cecilia Tait, representante del Comité Olímpico Internacional en el Perú.
- Evelyn Inga, atleta designada por el IPD en representación de todos los deportistas.
- Juan Falcón, Gerente General del IPD, quien actuará como Secretario Técnico.

## Símbolos

### Emblema y diseño gráfico
El logotipo y la identidad gráfica fueron presentados por primera vez el 6 de agosto de 2025 durante la reunión del Comité Ejecutivo de Panam Sports, celebrado en la ciudad de Asunción días previos a la inauguración de los Juegos Panamericanos Junior 2025. El Comité Organizador de Lima 2027 dio a conocer el plan de trabajo y propuesta de logo de los Juegos Panamericanos y Parapanamericanos denominado Lima27 bajo el slogan "Vibramos Juntos". La presentación se realizó mediante un video, donde diversos deportistas peruanos al ritmo de la canción Enciéndete candela de Susana Baca (e interpretado como Ingá con la voz de Eva Ayllon), mostraron que son el presente y el futuro del deporte del Perú, finalizando con las frases "Lima está de regreso" y "Lima27, Vibramos Juntos".

## Sedes e instalaciones deportivas

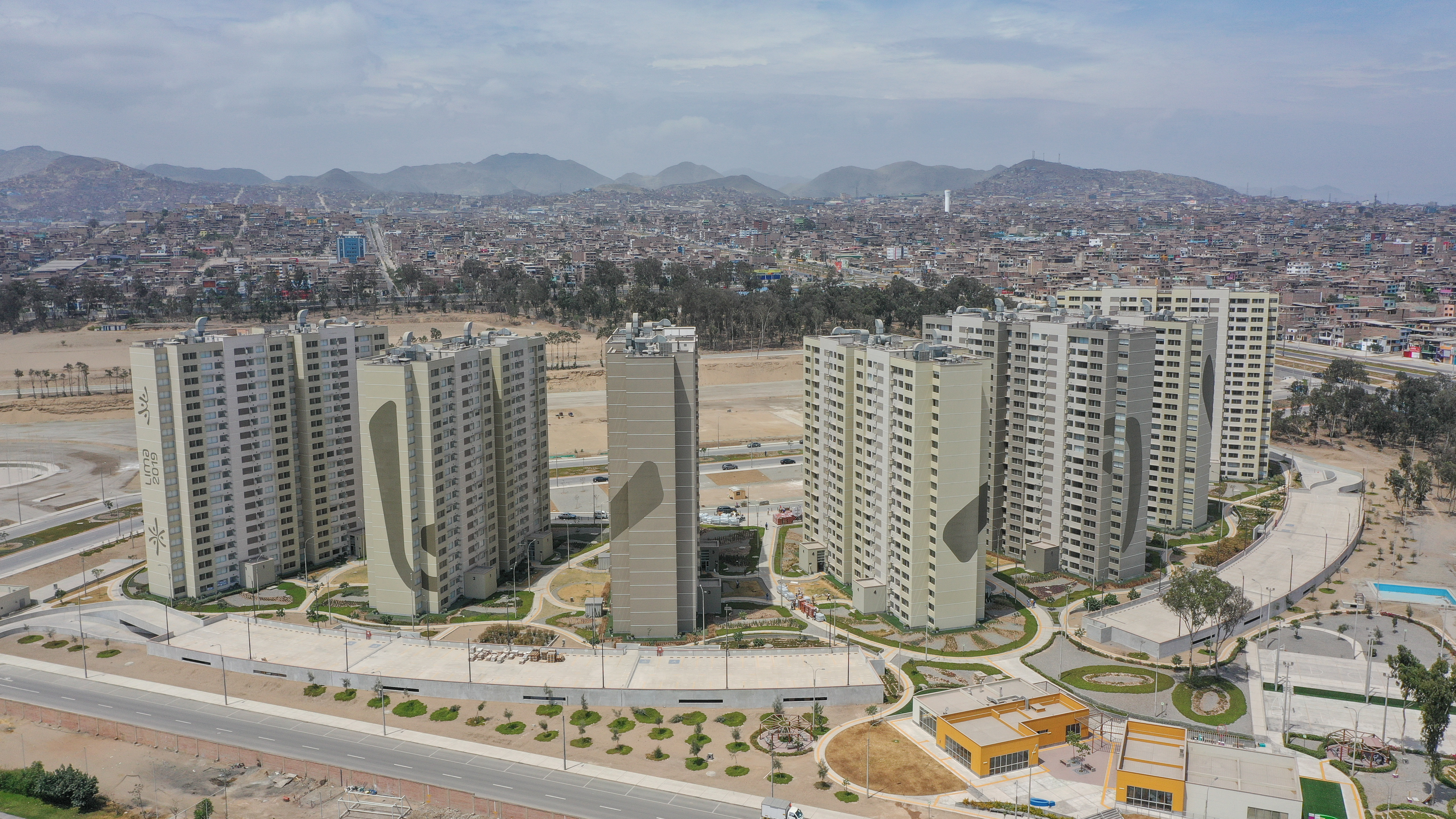
Villa Panamericana de Lima

Para los Juegos Panamericanos de 2027, se usará la infraestructura legado que dejó Lima 2019. Un total del 90% de los escenarios deportivos se repetirán entre ambas ediciones. También, se incluye el uso de partes de la  Villa Panamericana construida para el 2019. Como parte de las nuevas obras planificadas para el 2027, se construirá:
- Villa Panamericana: Construcción de cinco torres adicionales con 10 pisos cada una.
- Nuevo Parque Acuático del Callao: Construcción de un espigón para las pruebas de remo y canotaje.

Sin embargo, este proyecto es más compacto que el realizado para los Juegos Panamericanos de 2019 con instalaciones ubicadas entre las ciudades de Lima y Callao.
El pilar principal de la candidatura fue que, las sedes deportivas están operativas para usarse. Esto debido a que Legado, entidad que está encargada del manejo y mantenimiento de los recintos deportivos después de Lima 2019, ha estado organizando diversos eventos deportivos nacionales e internacionales así como programa de talleres deportivos en los recintos. Por eso, con miras al 2027, el Comité mencionó que habrán actualizaciones tecnológicas y algunas ampliaciones temporales en la capacidad.
     Legado Lima 2019 (Sede operativa)
     Nueva construcción / En construcción
     Mejoramiento
     Existente

### Clúster Callao

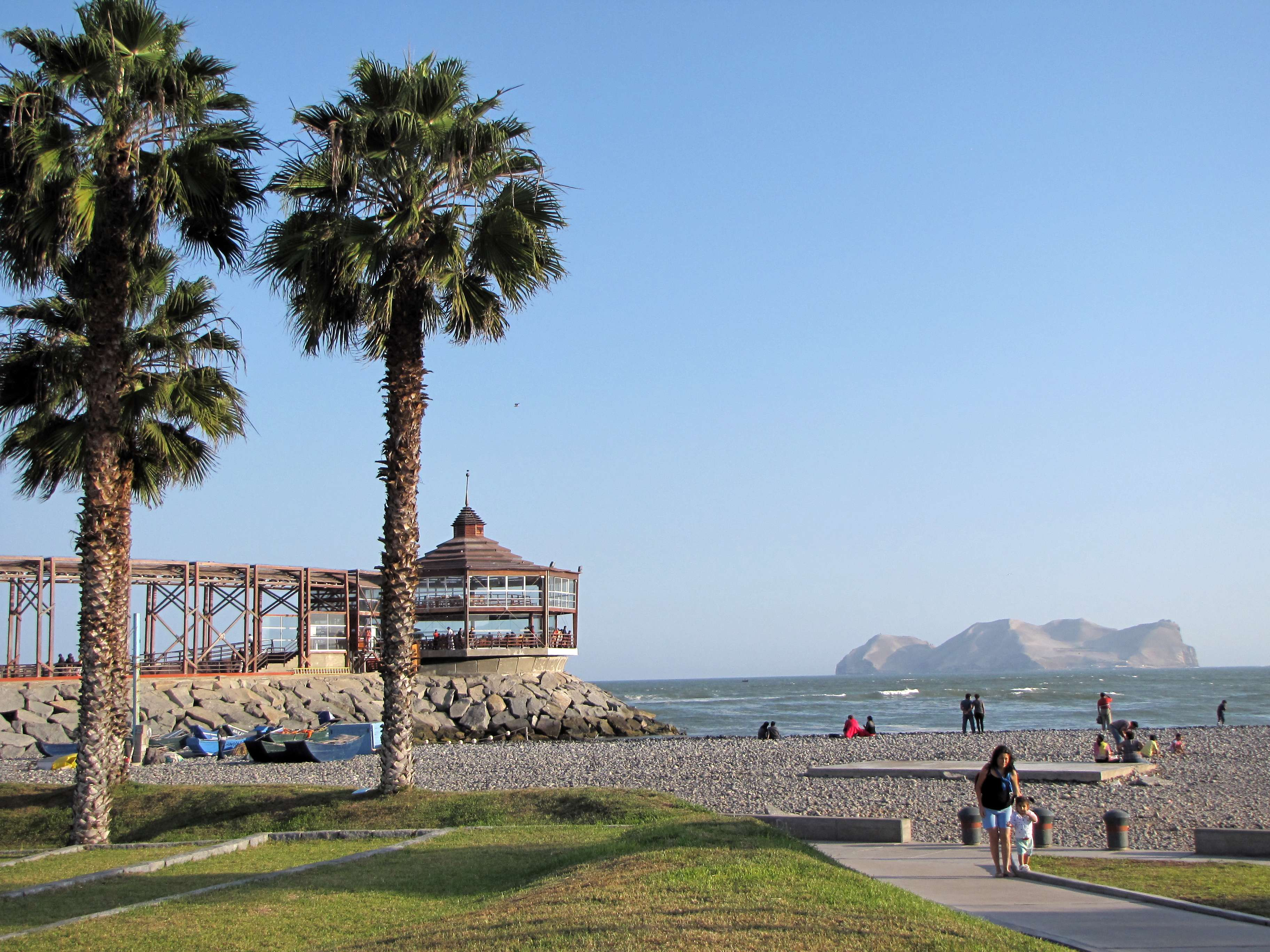
Balneario de La Punta, donde se ubicará el futuro Parque Acuático del Callao

El primer clúster estará ubicado en la Provincia constitucional del Callao. Los eventos se desarrollaran en dos recintos:
- La Villa Deportiva del Callao, un complejo deportivo ubicado en el distrito de Bellavista. Cuenta con diversas instalaciones deportivas siendo su recinto principal el estadio Miguel Grau y el coliseo Miguel Grau. Asimismo cuenta con campos de tenis, fútbol, béisbol y sóftbol. Durante los juegos de Lima 2019, el recinto fue sede del boxeo, lucha, ráquetbol, taekwondo y voleibol. Para el 2027, acogerá los mismos deportes, ahora incluyendo la escalada deportiva y levantamiento de pesas.
- El Parque Acuático del Callao será un complejo deportivo ubicado en el distrito de La Punta. Se trata de un escenario que contará con un gran espigón para el desarrollo de deportes como remo, canotaje y vela. Asimismo tendrá espacios para calentamiento, entrenamiento y alojamiento. Se prevé que su construcción empiece en 2025.

| Sede                       | Recinto              | Ciudad | Deporte                               | Capacidad | Estado             | Bus_icon_black_and_transparent_background |
| -------------------------- | -------------------- | ------ | ------------------------------------- | --------- | ------------------ | ----------------------------------------- |
| Villa Deportiva del Callao | Coliseo Miguel Grau  | Callao | Boxeo, Lucha y Levantamiento de pesas | 2 400     | Legado Lima 2019   | 201                                       |
| Villa Deportiva del Callao | Polideportivo Callao | Callao | Taekwondo y Voleibol                  | 6 100     | Legado Lima 2019   | 201                                       |
| Villa Deportiva del Callao | Zona de Escalada     | Callao | Escalada deportiva                    | A definir | Nueva construcción | 201                                       |
| Parque Acuático del Callao | Espigón de La Punta  | Callao | Remo y Canotaje                       | A definir | Nueva construcción | 201                                       |

### Clúster Oeste
El segundo clúster está en la ciudad de Lima. Los recintos están ubicados en tres distritos al oeste de la capital:
- La Universidad Nacional Mayor de San Marcos, ubicada en el distrito de Lima, albergó las pruebas de fútbol masculino y femenino para Lima 2019 en su Estadio Universitario. Para 2027, el estadio volverá a acoger el mismo deporte.
- El Parque Panamericano de la Costa Verde se encuentra ubicado en el distrito de San Miguel. Se trata de una instalación deportiva ubicada en la Costa Verde de la ciudad. En 2019 el parque fue sede de los deportes de ciclismo, BMX, vóley playa, patinaje de velocidad y ciclismo de ruta, para el 2027, volverá a acoger los mismos deportes pero ahora incluirá el skateboarding.
- Lima Cricket and Football Club es un club social que se ubica en el distrito de Magdalena del Mar. Para los juegos de 2027, se remodelará el recinto y las canchas para acoger las competencias de cricket, deporte debut para la edición XX.

| Sede                                     | Recinto                              | Ciudad | Deporte                     | Capacidad | Estado           | Bus_icon_black_and_transparent_background |
| ---------------------------------------- | ------------------------------------ | ------ | --------------------------- | --------- | ---------------- | ----------------------------------------- |
| Universidad Nacional Mayor de San Marcos | Estadio Universitario                | Lima   | Fútbol                      | 32 000    | Legado Lima 2019 |                                           |
| Parque Panamericano de la Costa Verde    | Pista BMX                            | Lima   | Ciclismo BMX                | 3 000     | Legado Lima 2019 |                                           |
| Parque Panamericano de la Costa Verde    | Pista BMX                            | Lima   | Ciclismo BMX (estilo libre) | 3 000     | Legado Lima 2019 |                                           |
| Parque Panamericano de la Costa Verde    | Pista de skate                       | Lima   | Skateboarding               | 3 000     | Legado Lima 2019 |                                           |
| Parque Panamericano de la Costa Verde    | Arenas de vóley playa y Fútbol playa | Lima   | Vóley playa                 | 3 000     | Legado Lima 2019 |                                           |
| Parque Panamericano de la Costa Verde    | Patidrónomo                          | Lima   | Patinaje de velocidad       | 1 000     | Legado Lima 2019 |                                           |
| Parque Panamericano de la Costa Verde    | Costa Verde                          | Lima   | Ciclismo de ruta            | Libre     | Existente        |                                           |
| Lima Cricket and Football Club           | Lima Cricket and Football Club       | Lima   | Cricket                     | A definir | Mejoramiento     | 404                                       |

### Clúster Centro

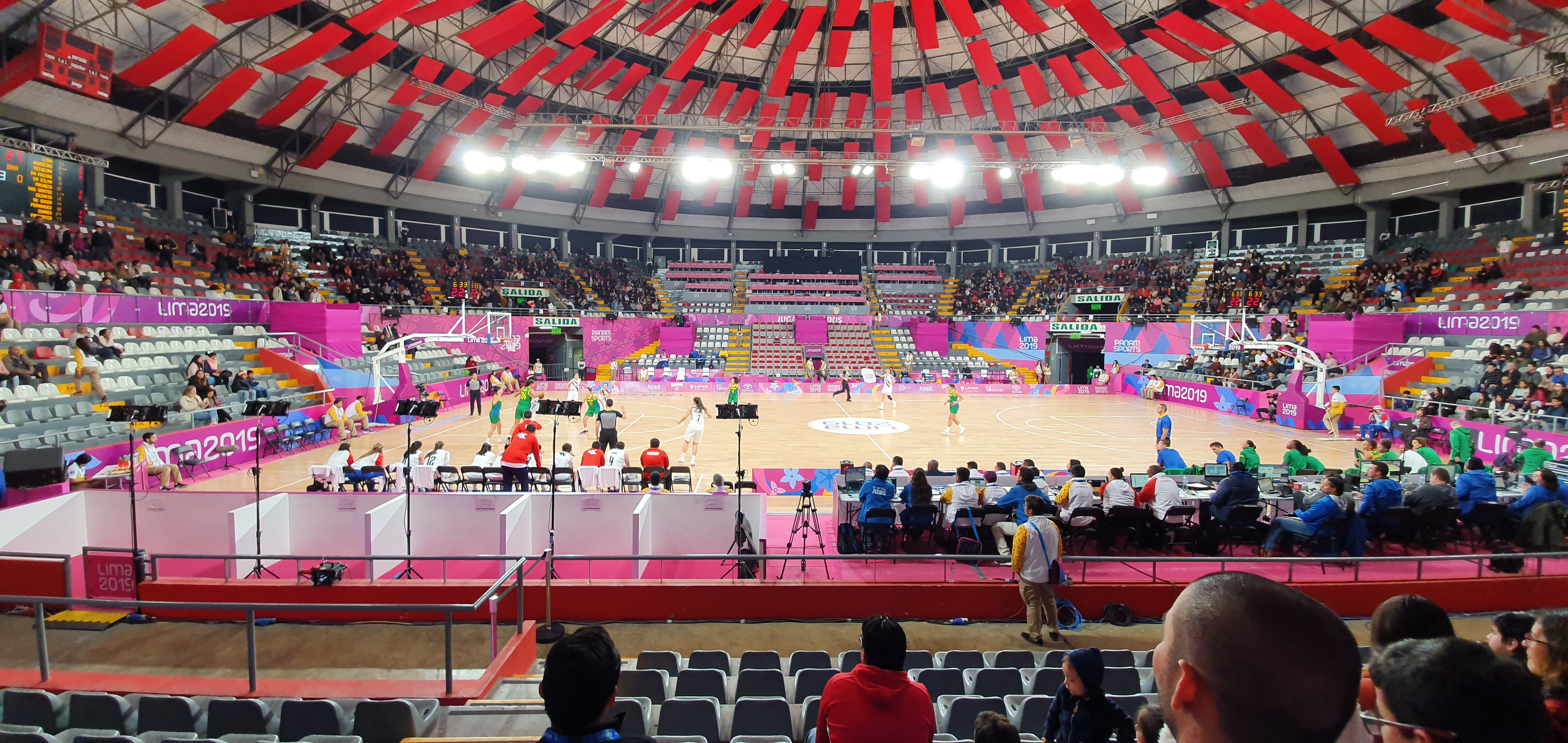
El Coliseo Eduardo Dibós durante un evento de baloncesto femenino en Lima 2019.

| Sede                                | Recinto                             | Ciudad | Deporte                           | Capacidad | Estado             | Bus_icon_black_and_transparent_background |
| ----------------------------------- | ----------------------------------- | ------ | --------------------------------- | --------- | ------------------ | ----------------------------------------- |
| Parque Panamericano de Lima         | Estadio Atlético Panamericano       | Lima   | Atletismo                         | 12 000    | Legado Lima 2019   | 201                                       |
| Parque Panamericano de Lima         | Centro Acuático Panamericano        | Lima   | Natación, Saltos y Nado Artístico | 4 000     | Legado Lima 2019   | 201                                       |
| Parque Panamericano de Lima         | Polideportivo 1                     | Lima   | Balonmano y Patinaje artístico    | 2 300     | Legado Lima 2019   | 201                                       |
| Parque Panamericano de Lima         | Polideportivo 2                     | Lima   | Bádminton y Judo                  | 2 300     | Legado Lima 2019   | 201                                       |
| Parque Panamericano de Lima         | Polideportivo 3                     | Lima   | Esgrima y Tenis de mesa           | 860       | Legado Lima 2019   | 201                                       |
| Parque Panamericano de Lima         | Velódromo Nacional                  | Lima   | Ciclismo de Pista                 | 2 500     | Legado Lima 2019   | 201                                       |
| Parque Panamericano de Lima         | CAR Videna                          | Lima   | Squash                            | 1 100     | Legado Lima 2019   | 201                                       |
| Parque Kennedy                      | Parque Kennedy                      | Lima   | Maratón y Marcha atlética         | Libre     | Existente          | 301                                       |
| Centro Histórico de Lima            |                                     | Lima   | Maratón y Marcha atlética         | Libre     | Existente          |                                           |
| Lima Golf Club                      | Lima Golf Club                      | Lima   | Golf                              | 300       | Existente          | 201                                       |
| Centro de Alto Rendimiento de Tenis | Centro de Alto Rendimiento de Tenis | Lima   | Tenis                             | 8 000     | Nueva construcción | 301                                       |
| Escuela de Equitación del Ejército  | Escuela de Equitación del Ejército  | Lima   | Equitación                        | 400       | Legado Lima 2019   | 204                                       |

### Clúster Sur

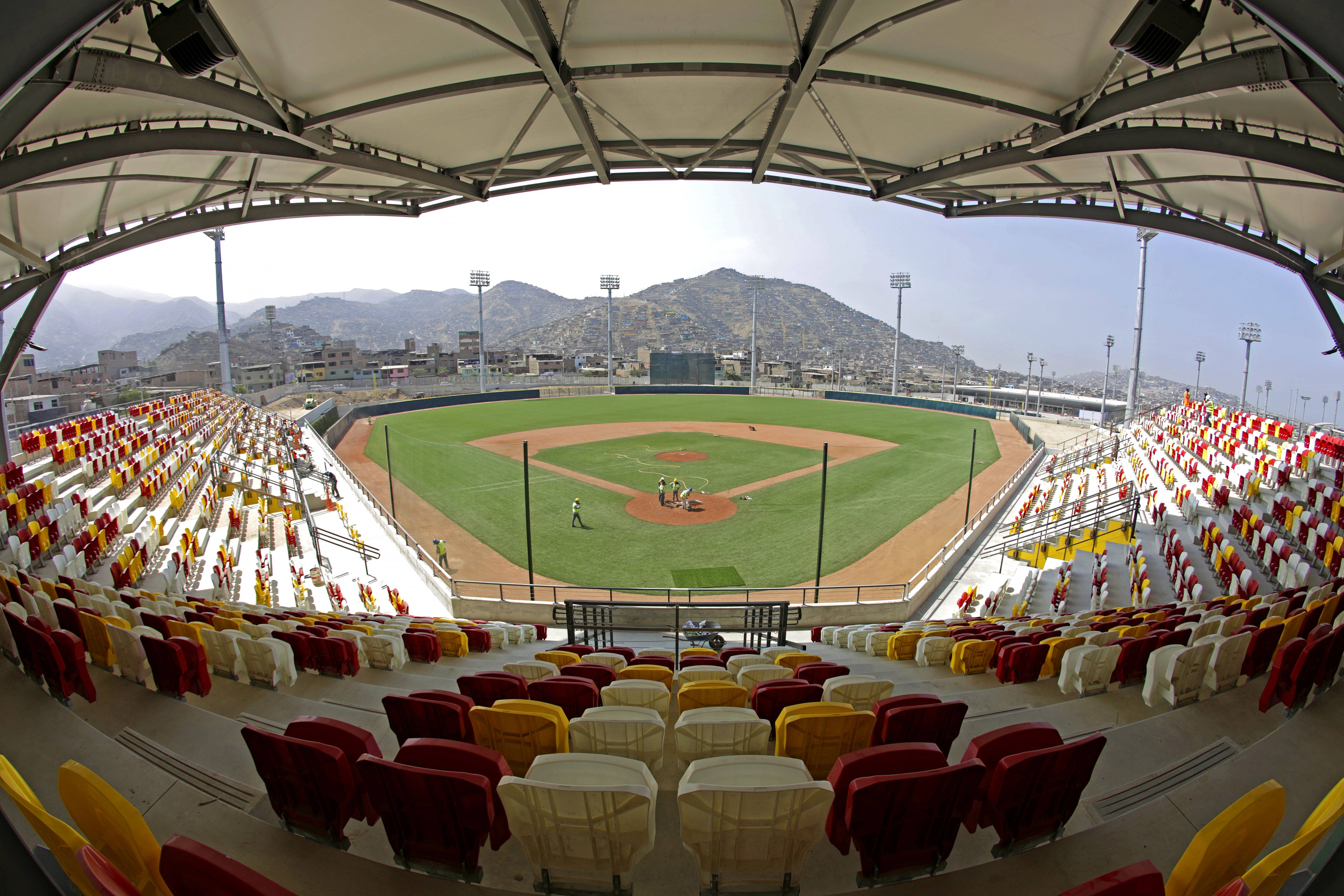
Campo de Béisbol del Parque Panamericano de Villa María del Triunfo.

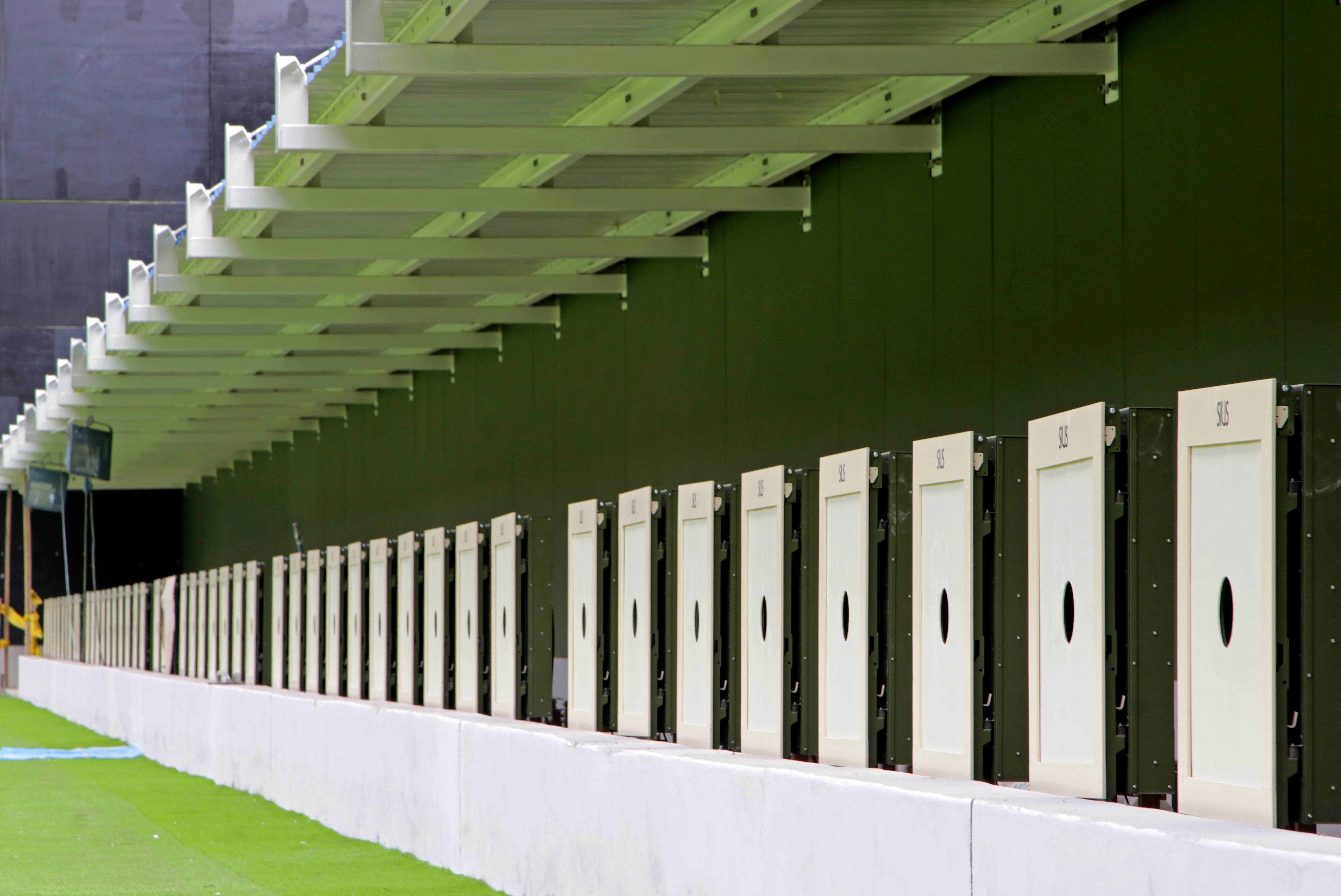
Polígono de tiro de la Base Aérea Las Palmas.

| Sede                                        | Recinto                            | Ciudad | Deporte                    | Capacidad | Estado           | Bus_icon_black_and_transparent_background |
| ------------------------------------------- | ---------------------------------- | ------ | -------------------------- | --------- | ---------------- | ----------------------------------------- |
| Parque Panamericano Villa María del Triunfo | Campo de Béisbol                   | Lima   | Béisbol                    | 3 400     | Legado Lima 2019 |                                           |
| Parque Panamericano Villa María del Triunfo | Campo de Sóftbol                   | Lima   | Sóftbol                    | 1 700     | Legado Lima 2019 |                                           |
| Parque Panamericano Villa María del Triunfo | Centro Acuático                    | Lima   | Waterpolo                  | 2 000     | Legado Lima 2019 |                                           |
| Parque Panamericano Villa María del Triunfo | Estadio de Hockey                  | Lima   | Hockey sobre hierba        | 3 500     | Legado Lima 2019 |                                           |
| Parque Panamericano Villa María del Triunfo | Estadio de Rugby 7                 | Lima   | Rugby 7 y Tiro con arco    | 3 400     | Legado Lima 2019 |                                           |
| Parque Panamericano Villa María del Triunfo | Módulos de Pelota Vasca            | Lima   | Pelota vasca               | 400 (c/u) | Legado Lima 2019 |                                           |
| Centro de Alto Rendimiento de Surf          | Centro de Alto Rendimiento de Surf | Lima   | Surf                       | 1 400     | Legado Lima 2019 |                                           |
| Escuela Militar de Chorrillos               | Escuela Militar de Chorrillos      | Lima   | Pentatlón moderno          | Libre     | Existente        |                                           |
| Playa Agua Dulce                            | Playa Agua Dulce                   | Lima   | Triatlón                   | Libre     | Existente        |                                           |
| Playa Agua Dulce                            | Playa Agua Dulce                   | Lima   | Natación en aguas abiertas | Libre     | Existente        |                                           |
| Morro Solar                                 | Morro Solar                        | Lima   | Ciclismo de montaña        | Libre     | Existente        |                                           |
| Base aérea Las Palmas                       | Polígono de Tiro                   | Lima   | Tiro deportivo             | 3 000     | Legado Lima 2019 |                                           |
| Polideportivo de Villa El Salvador          | Polideportivo de Villa El Salvador | Lima   | Gimnasia y Karate          | 6 100     | Legado Lima 2019 | AS-04                                     |

### Afuera de Lima
| Sede                    | Recinto                 | Ciudad               | Deporte                             | Capacidad | Estado           | Bus_icon_black_and_transparent_background |
| ----------------------- | ----------------------- | -------------------- | ----------------------------------- | --------- | ---------------- | ----------------------------------------- |
| Albúfera de Medio Mundo | Albúfera de Medio Mundo | Departamento de Lima | Remo y Canotaje en aguas tranquilas | Libre     | Legado Lima 2019 |                                           |
| Laguna de Bujama        | Laguna de Bujama        | Departamento de Lima | Esquí acuático                      | Libre     | Legado Lima 2019 |                                           |
| Río Cañete              | Río Cañete              | Departamento de Lima | Canotaje en eslalon                 | Libre     | Legado Lima 2019 |                                           |
| Bahía de Paracas        | Yatch Club              | Ica                  | Vela                                | Libre     | Legado Lima 2019 |                                           |

### Sedes de no competición

La nueva Ciudad Aeropuerto de Lima y Callao, reemplazó el actual terminal aéreo.

| Sede                           | Ciudad | Deporte                               | Capacidad               | Estado             | Bus_icon_black_and_transparent_background |
| ------------------------------ | ------ | ------------------------------------- | ----------------------- | ------------------ | ----------------------------------------- |
| Estadio Nacional del Perú      | Lima   | Ceremonias de Inauguración y Clausura | 50 000                  | Existente          |                                           |
| Centro de Convenciones de Lima | Lima   | Centro Internacional de Prensa        | 10 000                  | Existente          |                                           |
| Centro de Convenciones de Lima | Lima   | Centro de Radio y Televisión          | 10 000                  | Existente          |                                           |
| Villa Panamericana             | Lima   | -                                     | 6 536 (5/7 torrres)     | Legado Lima 2019   | AS-04                                     |
| Villa Panamericana             | Lima   | -                                     | 2 400 (5 nuevas torres) | Nueva construcción | AS-04                                     |
| Nuevo Aeropuerto Jorge Chávez  | Callao | Llegadas y salidas                    | Llegadas y salidas      | Existente          |                                           |

## Países participantes
Para los Juegos Panamericanos de 2027 participarán 41 países de América. A continuación se muestra a los países participantes junto a su código COI.
El país anfitrión está resaltado con negrita.
- Antigua y Barbuda  (ANT)
- Argentina  (ARG)
- Aruba  (ARU)
- Bahamas  (BAH)
- Barbados  (BAR)
- Belice  (BIZ)
- Bermudas  (BER)
- Bolivia  (BOL)
- Brasil  (BRA)
- Canadá  (CAN)
- Chile  (CHI)
- Colombia  (COL)
- Costa Rica  (CRC)
- Cuba  (CUB)
- Dominica  (DMA)
- Ecuador  (ECU)
- El Salvador  (ESA)
- Estados Unidos  (USA)
- Granada  (GRN)
- Guatemala  (GUA)
- Guyana  (GUY)
- Haití  (HAI)
- Honduras  (HON)
- Islas Caimán  (CAY)
- Islas Vírgenes Británicas  (IVB)
- Islas Vírgenes de los Estados Unidos  (ISV)
- Jamaica  (JAM)
- México  (MEX)
- Nicaragua  (NCA)
- Panamá  (PAN)
- Paraguay  (PAR)
- Perú  (PER)
- Puerto Rico  (PUR)
- República Dominicana  (DOM)
- San Cristóbal y Nieves  (SKN)
- San Vicente y las Granadinas  (VIN)
- Santa Lucía  (LCA)
- Surinam  (SUR)
- Trinidad y Tobago  (TTO)
- Uruguay  (URU)
- Venezuela  (VEN)

## Deportes
El 19 de junio de 2025, se definió que para los Juegos Panamericanos de Lima27 se disputarán 38 deportes. Esta edición tendrá 3 deportes menos que en 2023. Panam Sports mencionó que 33 deportes fueron elegidos bajo las preferencias de todos sus Comités Olímpicos Nacionales, mientras que 3 fueron propuestos por el Comité Organizador de Lima. 
Entre las novedades deportivas de esta edición, resalta la ausencia del baloncesto (tanto en su modalidad convencional como en el 3x3) debido a conflictos entre FIBA Américas y Panam Sports, por querer usar la edición absoluta como un torneo senior y también la del breaking. Además, está la inclusión del cricket, que por primera vez se disputará en unos Juegos Panamericanos.
El 7 de agosto de 2025, durante la LXIII Asamblea General de Panam Sports celebrada en Asunción, se anunció la reincorporación de los bolos y el raquetbol, deportes que originalmente no estarían para esta edición.

Los Panamericanos son el evento multideportivo más grande de la región y está pensado para que cada país lleve a los mejores atletas disponibles. En el caso del básquetbol, FIBA envió una carta que no entendimos, que dice que los Panamericanos se jugarían Sub 21. Les explicamos que para torneos de desarrollo están los Panamericanos Junior, pero tampoco quisieron estar. Nunca va a ser aceptable que un deporte nos proponga usar los Panamericanos como un torneo de desarrollo para edades menores. No tiene nada que ver el conflicto que tuvo la Federación Peruana de Básquetbol con FIBA América. En 2019 hubo básquetbol, en Chile también. Esta es una nueva visión que tienen ellos, que respeto, pero para nosotros no es aceptable. Ni siquiera es conversable. Si el básquetbol quiere estar, debe estar con todas sus divisiones.
Neven Ilic, Presidente de Panam Sports

Originalmente, la candidatura de Lima también propuso incluir al fútbol bandera y lacrosse dentro del programa deportivo para 2027. Esto debido a su debut olímpico en los Juegos Olímpicos de Los Ángeles 2028. El lacrosse se descartó en primera instancia, ya que el número de federaciones deportivas de esta disciplina en las Américas es insuficiente para que entren al programa panamericano. Mientras tanto, el béisbol, sóftbol y squash ya forman parte de los deportes oficiales de estos juegos. 
En cursiva los deportes debutantes:
- Atletismo
- Bádminton
- Balonmano
- Béisbol (hombres)
- Bolos
- Boxeo
- Canotaje
  -  Canotaje en aguas tranquilas
  -  Canotaje en eslalon
- Ciclismo
  -  Ciclismo BMX
  -  Ciclismo de montaña
  -  Ciclismo en pista
  -  Ciclismo en ruta
- Cricket
- Deportes acuáticos
  -  Clavados
  -  Nado sincronizado
  -  Natación
  -  Natación en aguas abiertas
  -  Waterpolo
- Equitación
  -  Adiestramiento
  -  Concurso completo
  -  Salto ecuestre
- Escalada
- Esgrima
- Esquí acuático
- Fútbol
- Gimnasia
  -  Gimnasia acrobática
  -  Gimnasia artística
  -  Gimnasia rítmica
- Golf
- Hockey sobre césped
- Judo
- Karate
- Levantamiento de pesas
- Lucha
  -  Lucha grecorromana
  -  Lucha libre
- Pelota vasca
- Patinaje
  -  Skateboarding
  -  Patinaje artístico sobre ruedas
  -  Patinaje de velocidad sobre patines en línea
- Pentatlón moderno
- Raquetbol
- Remo
- Rugby 7
- Sóftbol (mujeres)
- Squash
- Surf
- Taekwondo
- Tenis
- Tenis de mesa
- Tiro con arco
- Tiro deportivo
- Triatlón
- Vela
- Voleibol
  -  Voleibol
  -  Voleibol de playa

## Desarrollo

### Calendario
El siguiente calendario de eventos fue presentado por el comité de la candidatura de Lima a Panam Sports el día 6 de marzo de 2024, como parte de la visita a las ciudades postulantes y es provisional. El 25 de noviembre de 2024, el presidente del Instituto Peruano de Deporte Rubén Trujillo Mejía, confirmó que los XX Juegos Panamericanos se realizarán entre el 16 de julio y el 1 de agosto de 2027. Dicha decisión fue establecida entre el Comité Organizador de Lima 2027 y Panam Sports en República Dominicana.
| CA | Ceremonia de Apertura | ● | Competiciones | 1 | Eventos finales | CC | Ceremonia de Clausura |

| Julio / agosto                   | Julio / agosto                   | 14 Mié | 15 Jue | 16 Vie | 17 Sáb | 18 Dom | 19 Lun | 20 Mar | 21 Mié | 22 Jue | 23 Vie | 24 Sáb | 25 Dom | 26 Lun | 27 Mar | 28 Mié | 29 Jue | 30 Vie | 31 Sáb | 1 Dom | Eventos |
| -------------------------------- | -------------------------------- | ------ | ------ | ------ | ------ | ------ | ------ | ------ | ------ | ------ | ------ | ------ | ------ | ------ | ------ | ------ | ------ | ------ | ------ | ----- | ------- |
| Ceremonias (apertura / clausura) | Ceremonias (apertura / clausura) |        |        | CA     |        |        |        |        |        |        |        |        |        |        |        |        |        |        |        | CC    | -       |
| Acuáticos                        | Aguas abiertas                   |        |        |        |        |        |        |        |        |        |        |        | ●      |        |        |        |        |        |        |       | -       |
| Acuáticos                        | Clavados                         |        |        |        |        |        |        |        |        | ●      | ●      | ●      | ●      | ●      |        |        |        |        |        |       | -       |
| Acuáticos                        | Natación                         |        |        |        |        |        |        |        |        |        |        |        |        |        | ●      | ●      | ●      | ●      | ●      |       | -       |
| Acuáticos                        | Nado sincronizado                |        |        |        |        |        | ●      |        | ●      |        |        |        |        |        |        |        |        |        |        |       | -       |
| Acuáticos                        | Waterpolo                        |        |        |        |        |        |        |        |        |        |        |        | ●      | ●      | ●      |        | ●      | ●      | ●      |       | -       |
| Atletismo                        | Pista                            |        |        |        |        |        |        |        |        |        |        |        |        |        | ●      | ●      | ●      | ●      | ●      |       | -       |
| Atletismo                        | Maratón                          |        |        |        | 2      |        |        |        |        |        |        |        |        |        |        |        |        |        |        |       | 2       |
| Atletismo                        | Marcha                           |        |        |        |        |        |        |        |        |        |        |        | 1      |        |        |        |        |        |        | 1     | 2       |
| Bádminton                        | Bádminton                        |        |        |        |        |        | ●      | ●      | ●      | ●      | ●      |        |        |        |        |        |        |        |        |       | -       |
| Balonmano                        | Balonmano                        | ●      | ●      |        | ●      |        | ●      | ●      | ●      | ●      | ●      |        | ●      | ●      |        |        |        |        |        |       | -       |
| Béisbol                          | Béisbol                          |        |        |        |        |        | ●      | ●      | ●      | ●      | ●      | ●      | ●      |        |        |        |        |        |        |       | -       |
| Bolos                            | Bolos                            |        |        | ●      |        | ●      | ●      | ●      | ●      |        |        |        |        |        |        |        |        |        |        |       |         |
| Boxeo                            | Boxeo                            |        |        |        |        |        |        |        |        |        |        | ●      | ●      | ●      | ●      |        | ●      | ●      |        |       | -       |
| Canotaje                         | Eslalon extremo                  |        |        |        |        |        |        |        |        |        | ●      |        | ●      |        |        |        |        |        |        |       | -       |
| Canotaje                         | Eslalon                          |        |        |        |        |        |        |        |        |        |        | ●      | ●      |        |        |        |        |        |        |       | -       |
| Canotaje                         | Velocidad                        |        |        |        | ●      | ●      | ●      | ●      |        |        |        |        |        |        |        |        |        |        |        |       | -       |
| Ciclismo                         | BMX                              |        |        |        |        |        |        |        |        |        |        |        |        |        |        |        | ●      | ●      |        | ●     | -       |
| Ciclismo                         | Montaña                          |        |        |        |        | ●      |        |        |        |        |        |        |        |        |        |        |        |        |        |       | -       |
| Ciclismo                         | Pista                            |        |        |        |        |        |        |        |        | ●      | ●      | ●      | ●      |        |        |        |        |        |        |       | -       |
| Ciclismo                         | Ruta                             |        |        |        |        |        |        |        |        |        |        |        |        |        |        | ●      |        |        | ●      |       | -       |
| Cricket                          | Cricket                          |        |        |        |        |        |        |        | ●      | ●      | ●      | ●      | ●      | ●      |        |        |        |        |        |       | -       |
| Equitación                       | Adiestramiento                   |        |        |        |        | ●      | ●      |        | ●      |        |        |        |        |        |        |        |        |        |        |       | -       |
| Equitación                       | Concurso completo                |        |        |        |        |        |        |        |        |        | ●      | ●      | ●      |        |        |        |        |        |        |       | -       |
| Equitación                       | Salto                            |        |        |        |        |        |        |        |        |        |        |        |        |        | ●      | ●      |        | ●      |        |       | -       |
| Escalada deportiva               | Escalada deportiva               |        |        |        |        |        |        |        | ●      | ●      | ●      | ●      |        |        |        |        |        |        |        |       | -       |
| Esgrima                          | Esgrima                          |        |        | ●      | ●      | ●      | ●      | ●      | ●      |        |        |        |        |        |        |        |        |        |        |       | -       |
| Esquí acuático                   | Esquí acuático                   |        |        |        | ●      | ●      | ●      | ●      |        |        |        |        |        |        |        |        |        |        |        |       | -       |
| Fútbol                           | Fútbol                           |        |        |        |        | ●      | ●      |        | ●      | ●      |        | ●      | ●      |        | ●      | ●      |        | ●      | ●      |       | -       |
| Gimnasia                         | Artística                        |        |        | ●      | ●      | ●      | ●      | ●      |        |        |        |        |        |        |        |        |        |        |        |       | -       |
| Gimnasia                         | Rítmica                          |        |        |        |        |        |        |        |        | ●      | ●      | ●      | ●      |        |        |        |        |        |        |       | -       |
| Gimnasia                         | Trampolín                        |        |        |        |        |        |        |        |        |        |        | ●      | ●      |        |        |        |        |        |        |       | -       |
| Golf                             | Golf                             |        |        |        |        |        |        |        |        |        |        |        |        |        |        | ●      | ●      | ●      | ●      |       | -       |
| Hockey sobre césped              | Hockey sobre césped              |        |        |        |        | ●      | ●      | ●      | ●      | ●      | ●      | ●      | ●      | ●      |        | ●      | ●      | ●      |        |       | -       |
| Judo                             | Judo                             |        |        |        |        |        |        |        |        |        |        |        |        |        |        | ●      | ●      | ●      | ●      |       | -       |
| Karate                           | Karate                           |        |        |        |        |        |        |        |        |        |        |        |        |        |        |        | ●      | ●      | ●      |       |         |
| Levantamiento de pesas           | Levantamiento de pesas           |        |        | ●      | ●      | ●      | ●      |        |        |        |        |        |        |        |        |        |        |        |        |       | -       |
| Lucha                            | Lucha                            |        |        |        |        |        |        |        |        |        |        |        |        |        | ●      | ●      | ●      | ●      |        |       | -       |
| Patinaje                         | Skateboarding                    |        |        |        |        |        |        |        |        |        | ●      | ●      |        |        |        |        |        |        |        |       | -       |
| Patinaje                         | Artístico                        |        |        |        |        |        |        |        |        |        |        |        |        |        |        |        | ●      | ●      |        |       | -       |
| Patinaje                         | Velocidad                        |        |        |        |        |        |        |        |        |        |        |        |        |        |        |        | ●      | ●      |        |       | -       |
| Pelota vasca                     | Pelota vasca                     |        |        |        |        |        |        |        |        |        |        | ●      | ●      | ●      | ●      | ●      | ●      | ●      |        |       | -       |
| Pentatlón moderno                | Pentatlón moderno                |        | ●      | ●      | ●      | ●      | ●      |        |        |        |        |        |        |        |        |        |        |        |        |       | -       |
| Raquetbol                        | Raquetbol                        |        |        |        |        |        |        |        |        | ●      | ●      | ●      | ●      | ●      | ●      | ●      | ●      | ●      |        |       |         |
| Remo                             | Remo                             |        |        |        |        |        |        |        |        |        |        |        |        | ●      | ●      | ●      | ●      | ●      |        |       | -       |
| Rugby 7                          | Rugby 7                          |        |        |        |        |        |        |        |        | ●      | ●      | ●      |        |        |        |        |        |        |        |       | -       |
| Sóftbol                          | Sóftbol                          |        |        |        |        |        |        |        |        |        |        | ●      | ●      | ●      | ●      | ●      | ●      | ●      |        |       | -       |
| Squash                           | Squash                           | ●      | ●      | ●      | ●      | ●      | ●      | ●      |        |        |        |        |        |        |        |        |        |        |        |       | -       |
| Surf                             | Surf                             |        |        |        |        | ●      | ●      | ●      | ●      | ●      | ●      |        |        |        |        |        |        |        |        |       | -       |
| Taekwondo                        | Taekwondo                        |        |        | ●      | ●      | ●      |        |        |        |        |        |        |        |        |        |        |        |        |        |       | -       |
| Tenis                            | Tenis                            |        |        |        |        | ●      | ●      | ●      | ●      | ●      | ●      | ●      |        |        |        |        |        |        |        |       | -       |
| Tenis de mesa                    | Tenis de mesa                    |        |        |        |        |        |        |        |        |        |        | ●      | ●      | ●      | ●      | ●      | ●      | ●      |        |       | -       |
| Tiro con arco                    | Tiro con arco                    |        |        |        |        |        |        |        |        |        |        |        |        |        | ●      | ●      | ●      | ●      | ●      |       | -       |
| Tiro deportivo                   | Tiro deportivo                   |        |        | ●      | ●      | ●      | ●      | ●      | ●      | ●      | ●      |        |        |        |        |        |        |        |        |       | -       |
| Triatlón                         | Triatlón                         |        |        | ●      |        | ●      |        |        |        |        |        |        |        |        |        |        |        |        |        |       | -       |
| Vela                             | Vela                             |        |        |        |        |        |        |        |        |        | ●      | ●      | ●      | ●      | ●      | ●      | ●      | ●      |        |       | -       |
| Voleibol                         | Voleibol                         |        |        |        |        |        |        | ●      | ●      | ●      | ●      | ●      |        |        | ●      | ●      | ●      | ●      | ●      |       | -       |
| Voleibol                         | Voleibol de playa                | ●      | ●      | ●      | ●      | ●      | ●      |        |        |        |        |        |        |        |        |        |        |        |        |       | -       |
| Total de eventos                 | Total de eventos                 | -      | -      | -      | -      | -      | -      | -      | -      | -      | -      | -      | -      | -      | -      | -      | -      | -      | -      | -     | -       |
| Total acumulativo                | Total acumulativo                | -      | -      | -      | -      | -      | -      | -      | -      | -      | -      | -      | -      | -      | -      | -      | -      | -      | -      | -     | -       |
| Septiembre (fechas a definir)    | Septiembre (fechas a definir)    | 14 Mié | 15 Jue | 16 Vie | 17 Sáb | 18 Dom | 19 Lun | 20 Mar | 21 Mié | 22 Jue | 23 Vie | 24 Sáb | 25 Dom | 26 Lun | 27 Mar | 28 Mié | 29 Jue | 30 Vie | 31 Sáb | 1 Dom | Eventos |